# Campionat del Món de natació en piscina curta de 2016
El XIII Campionat del Món de natació en piscina curta es va celebrar al centre WFCU de Windsor, Ontario (Canadà) entre el 6 i el 11 de desembre de 2016 sota l'organització de la FINA. Cal recordar que a diferència dels campionats del món de natació, en aquests només se celebren proves de natació en piscina de 25m, excloent la resta de disciplines.

## Medaller[1]
*   Nació amfitriona
| Posició | País            | Or | Plata | Bronze | Total |
| 1       | Estats Units    | 8  | 15    | 7      | 30    |
| 2       | Hongria         | 7  | 2     | 2      | 11    |
| 3       | Rússia          | 6  | 5     | 3      | 14    |
| 4       | Sud-àfrica      | 4  | 1     | 0      | 5     |
| 5       | Corea del Sud   | 3  | 0     | 0      | 3     |
| 6       | Canadà*         | 2  | 3     | 3      | 8     |
| 7       | Països Baixos   | 2  | 3     | 1      | 6     |
| 8       | Japó            | 2  | 2     | 11     | 16    |
| 9       | Austràlia       | 2  | 2     | 7      | 11    |
| 10      | Alemanya        | 2  | 1     | 0      | 3     |
| 11      | Itàlia          | 1  | 4     | 2      | 7     |
| 12      | Regne Unit      | 1  | 2     | 2      | 5     |
| 13      | Brasil          | 1  | 1     | 1      | 3     |
| 13      | Jamaica         | 1  | 1     | 1      | 3     |
| 15      | R.P. de la Xina | 1  | 0     | 2      | 3     |
| 16      | Dinamarca       | 1  | 0     | 1      | 2     |
| 16      | Lituània        | 1  | 0     | 1      | 2     |
| 16      | Polònia         | 1  | 0     | 1      | 2     |
| 19      | França          | 0  | 2     | 0      | 2     |
| 20      | Eslovènia       | 0  | 1     | 0      | 1     |
| 20      | Ucraïna         | 0  | 1     | 0      | 1     |
| 22      | Belarús         | 0  | 0     | 2      | 2     |
| Total   | Total           | 46 | 46    | 47     | 139   |